# قضية مركبة
المركبة هي القضية التي حقيقتها تكون ملتئمة من إيجاب وسلب، كقولنا: كل إنسان ضاحك لا دائما، فإن معناها: إيجاب الضحك للإنسان وسلبه عنه بالفعل. واعلم أن المركب التام المحتمل للصدق والكذب يسمى، من حيث اشتماله على الحكم: قضية، ومن حيث احتماله الصدق والكذب: خبرا، ومن حيث إفادته الحكم: إخبارا، ومن حيث كونه جزء من الدليل: مقدمة، ومن حيث يطلب بالدليل: مطلوبا، ومن حيث يحصل من الدليل: نتيجة، ومن حيث يقع في العلم ويسأل عنه: مسألة، فالذات واحدة، واختلافات العبارات باختلافات الاعتبارات.